# Port Discovery

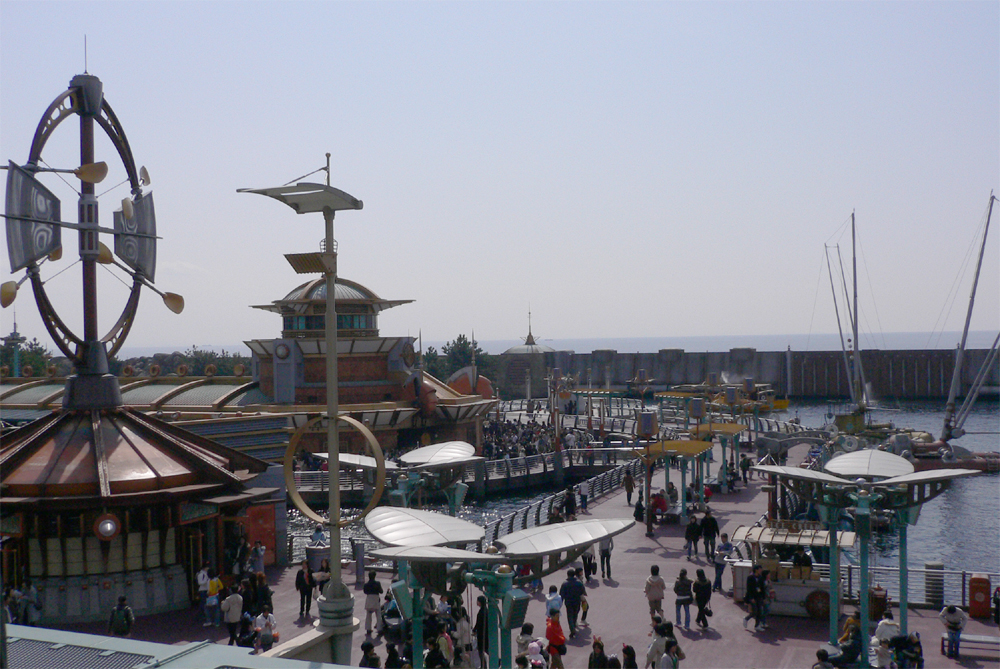
Uitzicht op Port Discovery

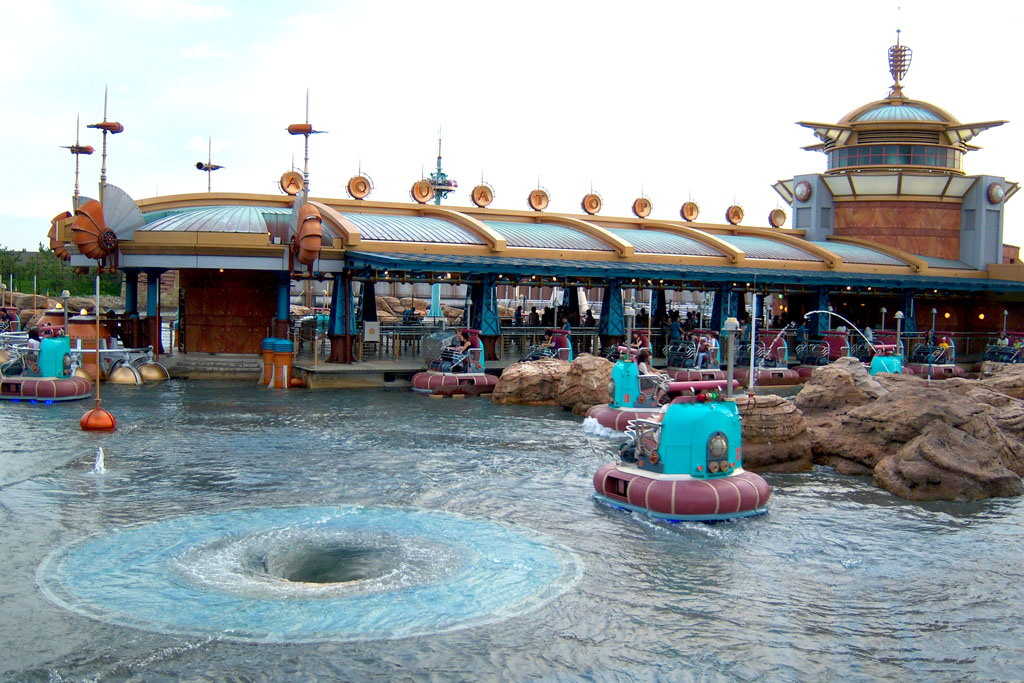
De attractie Aquatopia

Port Discovery is een port-of-call (Nederlands: aanleghaven) in het attractiepark Tokyo DisneySea in het Tokyo Disney Resort in Urayasu en werd geopend op 4 september 2001, tezamen met de rest van het park.
Er wordt ook weleens naar het parkdeel gerefereerd als het Tomorrowland van Tokyo DisneySea.

## Beschrijving
Port Discovery is opgezet rond een retrofuturistisch thema en stelt de haven van de toekomst voor. In het themadeel bevindt zich het zogenaamde Center for Weather Control, waarin het weer kan worden geregeld.
In Port Discovery zijn drie attracties te vinden, waarvan twee eveneens gethematiseerd zijn in een futuristisch thema: StormRider, een simulator, en Aquatopia, een 'boottochtje' door een kleine plas, waarbij hetzelfde ritsysteem wordt gebruikt als dat bij Pooh's Hunny Hunt in het Tokyo Disneyland. Ook de DisneySea Electric Railway maakt een stop in dit parkdeel.

## Faciliteiten

### Attracties
- Aquatopia
- DisneySea Electric Railway
- StormRider

### Winkels
- Discovery Gifts
- Skywatcher Souvenirs

### Eetgelegenheden
- Horizon Bay Restaurant
- Seaside Snacks
- Breezaway Bites

### Entertainment
- Center for Weather Control